# 大義公主
大義公主（たいぎこうしゅ、生没年不詳）は、突厥の可賀敦。元は千金公主（せんきんこうしゅ）に封じられていたが、隋の成立後に改封された。

## 生涯
北周の趙王宇文招の娘で、宣帝の従妹にあたる。大象2年（580年）に突厥の沙鉢略可汗に嫁ぎ、沙鉢略可汗の没後はその跡を継いだ子の都藍可汗の可賀敦となった。隋が北周に取って代わると、突厥を籠絡しようとした文帝によって楊姓を与えられ、楊家の宗譜に編入され、大義公主に改封された。
文帝が南朝陳を滅ぼすと、大義公主は陳叔宝の宮中にあった屏風を文帝から下賜された。大義公主が亡国となった陳を祖国の北周に重ね合わせた『叙亡詩』を詠んだことを知った文帝はこれを苦々しく思い、大義公主を殺そうと目論んだ。都藍可汗の弟の染干が隋に通婚を求めてくると、文帝は裴矩を遣わして通婚の条件として大義公主の殺害を告げた。染干の勧告を受けた都藍可汗によって大義公主は殺害され、開皇17年（597年）に染干は隋から安義公主を迎えた。

## 参考資料
- 劉學銚『突厥汗國: 狼的子孫』三聯書店(香港)有限公司、2012年1月13日。ISBN 978-9628904297。
- 蒙曼『蒙曼説隋：隋文帝楊堅（暢銷經典版）』麥田、2020年2月4日。ISBN 978-9863447283。